# Enric II d'Anglaterra
Enric II d'Anglaterra (anglès: Henry II Curtmantle)  (Le Mans, 5 de març de 1133 - Castell de Chinon, 6 de juliol de 1189) anomenat també Enric Plantagenet i Enric Courtmanteau, va regnar com a Enric II d'Anglaterra (1154-1189), duc de Normandia i d'Aquitània, comte d'Anjou, Maine i Turena, i senyor d'Irlanda. Va ser el primer monarca anglès de la casa Plantagenet i probablement el primer en fer servir un emblema heràldic en el seu segell personal: la imatge que el representava era un lleó.

## Biografia

### Primers anys
Va néixer a Le Mans l'any 1133, fill i successor del comte d'Anjou Jofré V Plantagenet i de Matilde d'Anglaterra, candidata al tron anglès que havia estat desplaçada per Esteve de Blois.
Va ser educat per Pere de Saintes, a Anjou, i de més gran va anar Anglaterra a casa del seu oncle Robert de Gloucester, on un monjo anomenat mestre Matthew i el va instruir a ell i al seu cosí Roger. Vers el 1143 va tornar a França on va completar la seva educació amb l'humanista Guillem de Conches. El seu pare el va nomenar duc de Normandia dos anys abans de morir, el rei de França va reaccionar reconeixent el fill d'Esteve de Blois, Eustaqui, com a successor legítim al tron d'Anglaterra. El pare li va recomanar que mantingués la pau amb Lluís VII i Enric li va jurar fidelitat acceptant que Normandia era un ducat vassall del Regne de França. El setembre del 1151 va morir Jofré V i el seu fill va heretar l'Anjou i les altres possessions vinculades al comtat.
El 1152 es va casar amb Elionor d'Aquitània, que s'acabava de divorciar del rei Lluís VII de França amb qui va estar casada del 25 de juliol del 1137 fins a la sentència de divorci del Sínode de Beaugency de 21 de març del 1152 i que era la filla i hereva de Guillem VIII de Poitou i X d'Aquitània al qui havia succeït l'abril del 1137. Elionor tenia 11 anys més que el seu marit i dues filles del primer marit. El preu que va exigir Elionor per aquesta separació va ser la conservació dels seus dominis d'Aquitània i Poitou. Enric aviat es va convertir en rei d'Anglaterra i un terç del Regne de França establint l'Imperi Angeví, i Lluís va respondre envaint el ducat de Normandia dividint en dos els dominis d'Enric.

### Rei d'Anglaterra

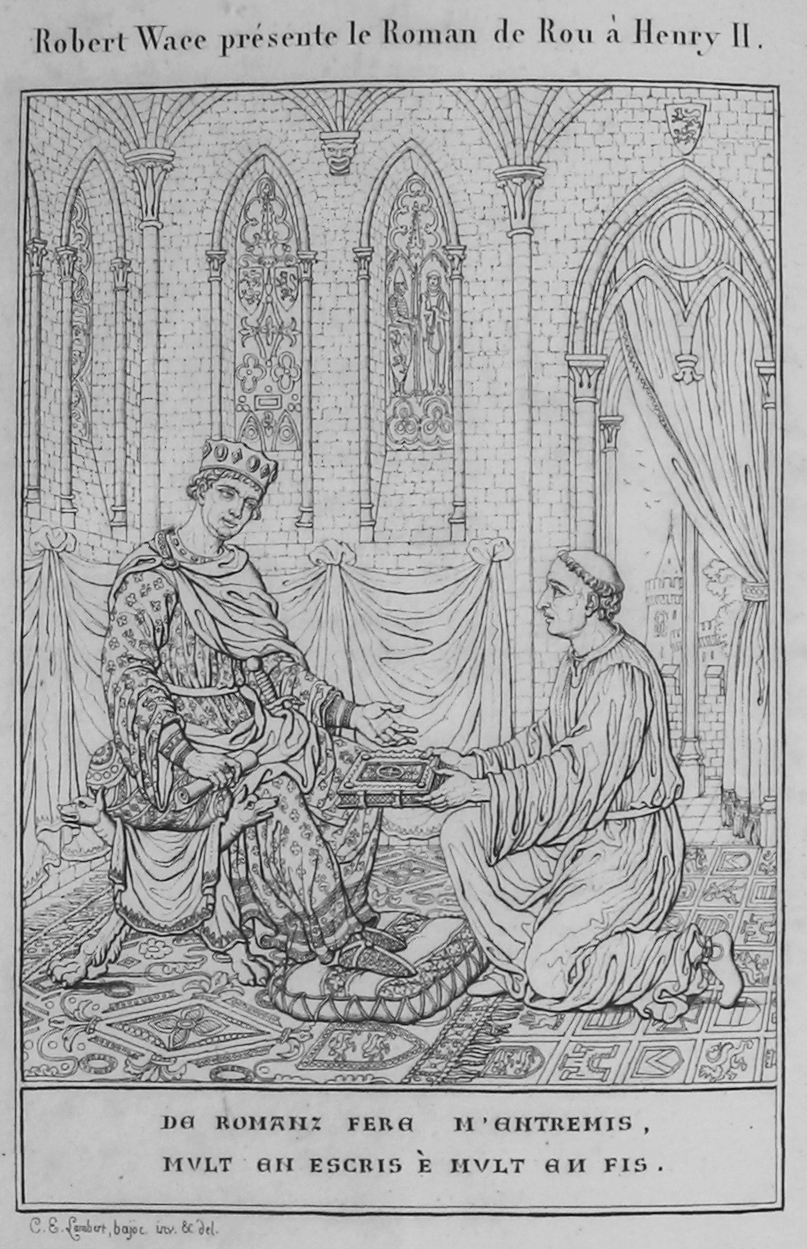
El poeta Robert Wace mostrant el seu llibre Roman de Rou al rei Plantegenet

L'any 1154 va succeir a Esteve de Blois com a rei d'Anglaterra, tal com s'havia estipulat al Tractat de Wallingford, i va ser coronat el 17 de desembre. Tot i així la seva residència habitual va ser Chinon a l'Anjou. El 1156 va ocupar el vescomtat de Thouars.
A Anglaterra va revocar les donacions de terres de la corona, va destruir alguns castells, va expulsar els mercenaris i va abolir els anomenats «comtats fiscals»; va acceptar dels barons un tribut en diners en lloc d'un servei personal. Al seu amic Thomas Becket el va fer nomenar bisbe de Canterbury, però després Tomàs es va posar al costat dels interessos de l'Església i el rei va haver d'acceptar les Constitucions de Clarendon el 1164. El 1166 el rei va prohibir als seus vassalls tot contacte amb Tomàs. El 29 de desembre del 1170 quatre cavallers es van presentar a la catedral per arrestar Becket, però ell va oposar resistència i el van matar, va córrer el rumor que havien actuat per ordre del rei; aquest en saber el que havia passat va voler fer justícia però ells havien fugit i el delicte va quedar impune. Enric va fer penitència davant la tomba de Becket.
Les Constitucions de Clarendon dictaminaven que tota persona requerida a presentar-se davant un tribunal havia de fer-ho encara que fos un noble, però després de l'assassinat de Thomas Becket el tribunal creat expressament el 1166 amb aquest fi i els seus magistrats foren destituïts.
El 1168 els senyors del Poitou es van revoltar sota la direcció de Jofré IV de Thouars i el senyor de Lusignan amb el suport dels comtes de La Marche i d'Angulema i encobert del rei de França. Enric havia confiat el govern de Poitou al comte de Salisbury que va morir en una emboscada i el seu nebot i successor Guillem comte de Pembroke va ser fet presoner per Guiu de Lusignan. Però en arribar Enric amb forces tots es van sotmetre. El 1169 es va procedir al repartiment dels béns entre els tres fills, el gran, Enric (conegut com a Enric d'Anjou el jove) que va rebre Anglaterra, Normandia, Anjou, Maine i Turena; el segon Ricard (cor de lleó) que va rebre Poitou, Perigord, Llemosí i Gascunya; i el tercer Jofré que es va casar amb l'hereva de Bretanya, Constança. Quan poc després va néixer un quart fill no li tocava res, i per això va ser conegut com a Joan sense Terra.
El 25 de gener del 1171 l'arquebisbe de Sens va dictar interdicte contra les possessions franceses d'Enric, per l'assassinat de Tomàs, i li va costar un any i mig que el papa li aixequés el càstig. El 1171 també va iniciar la conquesta d'Irlanda amb l'autoritat que li donà la butlla Laudabiliter del papa Adrià IV.
El 1172 el rei va decidir dotar el seu quart fill, amb els senyorius de Chinon, Loudun i Mirebeau, que s'havien de segregar de la part que havia correspost en el repartiment del 1169 al fill gran, Enric. Aquest va haver d'acceptar però es va molestar i no va tardar a revoltar-se.
El comte de Tolosa va reconèixer Ricard com a duc el gener del 1173. Des del 1173 els fills del rei Enric, Ricard i Jofré amb el suport de Guillem el Lleó d'Escòcia, de Felip de Flandes i de Mateu de Boulogne, es van revoltar. El rei Lluís VII de França havia instigat també als fills a la revolta, igual que la mare dels tres Elionor d'Aquitània. A França els va ajudar el comte d'Angulema, i els senyors de Mauléon, Taillebourg, Lezay, Rochefort i Lusignan. Però els aliats no van actuar coordinats i Guillem el Lleó fou fet presoner i va haver de signar el tractat de La Falaise (1174). Enric va passar al Poitou l'estiu del 1174 i va ocupar el centre de la rebel·lió, la ciutat de Saintes, així com d'altres castells. Els senyors del Poitou es van sotmetre. El setembre de 1174 Enric II va signar amb Lluís VII de França la pau de Montlouis (prop de Tours). Va perdonar als seus fills però va enviar a la seva dona Elionor a Anglaterra en residència vigilada.
El 1176, 1181 i 1184 va dictar lleis que feien disminuir el poder de la noblesa a Anglaterra. Els boscos van ser declarats propietat reial i els vilatans podrien portar armes si anaven a caçar.
El 1183 els seus fills Enric i Jofré es van aliar per fer la guerra al germà Ricard cor de Lleó de Poitou, però ben aviat els tres germans van acordar la pau. El 1184 Enric el jove va morir de disenteria. Enric II va vacil·lar a fer hereu el seu fill segon, Ricard, car el seu fill afavorit era Joan. El 1185, veient els dubtes del pare en designar-lo hereu, Ricard es va aliar amb el rei Felip II August de França i va signar el tractat de Châteauroux (1187) que el deixava virtualment independent a Aquitània. Esperava l'ocasió de revoltar-se contra el pare aliat al francès.
El 1188 va començar a preparar-se la tercera croada, fet que va interrompre la guerra entre Enric II d'Anglaterra i Felip II de França i es va arribar a la negociació el gener del 1188, concretada en el tractat de Gisors, i en conseqüència es va començar a demanar el delme sobre les propietats, anomenat «delme de Saladí», que va ser impopular.
L'ocasió per la revolta que el rei francès i Ricard esperaven semblava que havia arribat. El 30 de juny del 1189 els francesos van ocupar Tours. Ricard, Felip August i Enric II es van trobar a Colombiers (Villandry) el 4 de juliol i es va signar la pau de Azay (Le Rideau) per la qual Ricard era reconegut hereu, i cedia Alvèrnia, Issoudun i Gracay (al Berry) a Felip August, i en garantia que serien entregades es va permetre l'entrada o permanència dels francesos a Le Mans, Tours, Troo i Chateau du Loir. Enric va demanar al rei de França la llista dels qui l'havien traït i va veure en ella al seu fill Joan, això li va provocar un gran disgust que va agreujar l'úlcera que patia i va acabar amb la seva mort el 6 de juliol del 1189 a Chinon. El va succeir el seu fill Ricard Cor de Lleó.

## Llegat
Immediatament després de la mort d'Enric, Ricard va reclamar amb èxit les terres del seu pare; més tard va marxar a la Tercera Croada, però mai es va casar amb Alys com havia acordat amb Felip August. Eleanor va ser alliberada de l'arrest domiciliari i va recuperar el control d'Aquitània, on va governar en nom de Ricard. L'imperi d'Enric no va sobreviure molt de temps i es va esfondrar durant el regnat del seu fill petit Joan, quan Felip va capturar totes les possessions angevines a França excepte la Gascunya. Aquest col·lapse va tenir diverses causes, incloent els canvis a llarg termini en el poder econòmic, les creixents diferències culturals entre Anglaterra i Normandia però, en particular, la naturalesa fràgil i familiar de l'imperi d'Enric.
Enric no era un rei popular i pocs van expressar molt de dolor amb la notícia de la seva mort. Enric va ser àmpliament criticat pels seus contemporanis, fins i tot dins de la seva pròpia cort. Malgrat això, Gerald de Gal·les, un cronista contemporani habitualment poc simpatitzant amb els angevins, va escriure d'una manera una mica afalagadora sobre Enric a Topographia Hibernica com «el nostre Alexandre d'Occident» que «va estendre la teva mà [Enric] des dels Pirineus fins als límits més occidentals de l'oceà». Guillem de Newburgh, escrivint a la següent generació, va comentar que «l'experiència dels mals presents ha revifat la memòria de les seves bones accions, i l'home que en el seu temps era odiat per tots els homes, ara es declara que va ser un excel·lent i príncep benefactor». Molts dels canvis que va introduir durant el seu llarg govern van tenir conseqüències importants a llarg termini. En general, es considera que els seus canvis legals van establir les bases del Common Law anglès, essent el Tribunal d'Hisenda un precursor del posterior Common Bench a Westminster. Els jutges ambulants d'Enric també van influir en les reformes jurídiques dels seus contemporanis: la creació de Bailli itinerants de Felip August, per exemple, es va inspirar clarament en el model d'Enric. La intervenció d'Enric a Bretanya, Gal·les i Escòcia també va tenir un impacte significatiu a llarg termini en el desenvolupament de les seves societats i sistemes governamentals.

## Historiografia
Enric i el seu regnat han atret historiadors durant molts anys. Una extensa biografia de WL Warren atribueix a Enric un geni per a un govern eficient i sòlid. Al segle xviii, l'historiador David Hume va argumentar que el regnat d'Enric va ser fonamental per crear una monarquia genuïnament anglesa i, en definitiva, una Gran Bretanya unificada. Hume va descriure Enric com «el príncep més gran del seu temps per saviesa, virtut i habilitats, i el més poderós en extensió de domini de tots els que maig havien ocupat el tron d'Anglaterra». El paper d'Enric en la controvèrsia de Becket va ser considerat relativament lloable pels historiadors protestants de l'època, mentre que les seves disputes amb el rei francès, Lluís, també van atreure comentaris patriòtics positius. En el període victorià hi va haver un nou interès per la moral personal de personatges històrics i els estudiosos van començar a expressar una major preocupació per aspectes del comportament d'Enric, inclòs el seu paper com a pare i marit. El paper del rei en la mort de Becket va atreure particulars crítiques. Els historiadors victorians, amb un accés creixent als registres documentals de l'època, van destacar la contribució d'Enric a l'evolució de les institucions angleses clau, inclòs el desenvolupament de la llei i l'Hisenda.
L'anàlisi de William Stubbs el va portar a etiquetar Enric com un «rei legislador», responsable de reformes importants i duradores a Anglaterra. Influenciats pel creixement contemporani de l'Imperi Britànic, historiadors com Kate Norgate van emprendre una investigació detallada sobre les possessions continentals d'Enric, creant el terme «Imperi Angeví" a la dècada de 1880.
Els historiadors del segle xx van desafiar moltes d'aquestes conclusions. A la dècada de 1950 Jacques Boussard i John Jolliffe, entre d'altres, van examinar la naturalesa de l'«Imperi» d'Enric; En particular, els estudiosos francesos van analitzar la mecànica de com funcionava el poder reial durant aquest període. Els aspectes anglocèntrics de moltes històries d'Enric van ser qüestionats a partir de la dècada de 1980, amb esforços per reunir l'anàlisi històrica britànica i francesa en un estudi més detallat dels registres escrits deixats per Enric ha posat en dubte algunes interpretacions anteriors: el treball innovador de Robert Eyton de 1878 que traçava l'itinerari d'Enric a través de deduccions dels Pipe Rolls, per exemple, ha estat criticat per ser una manera massa incerta de determinar la ubicació o assistència al tribunal. Tot i que s'han identificat moltes més cartes reials d'Enric, la tasca d'interpretar aquests registres, la informació financera dels Pipe Rolls i les dades econòmiques més àmplies del regnat s'entén que és més difícil del que es pensava. Queden buits importants en l'anàlisi històrica d'Enric, especialment la naturalesa del seu govern a Anjou i al sud de França.
No obstant això, Enric en general ha trobat elogis entre els historiadors populars del segle xx. L'historiador i medievalista canadenc-nord-americà Norman Cantor va definir Enric com un «home notable, sens dubte el més gran de tots els reis anglesos medievals». El periodista i autor Thomas Costain va batejar Enric com un «Salomó medieval» el regnat del qual «té tots els elements d'una novel·la èpica». Winston Churchill va acreditar a Enric amb visió i habilitat com el primer gran legislador d'Anglaterra, després d'haver deixat una empremta única i profunda a les institucions angleses, l'instint de les quals per al govern i la llei va engendrar el Dret d'Anglaterra, que és el seu major assoliment.

## Família
|  |                           |  |  |  |  |  |  |  |  |  |  |  |  |  |  |  |
|  | Jofré II Ferreol          |  |  |  |  |  |  |  |  |  |  |  |  |  |  |  |
|  |                           |  |  |  |  |  |  |  |  |  |  |  |  |  |  |  |
|  |                           |  |  |  |  |  |  |  |  |  |  |  |  |  |  |  |
|  | Folc IV el Tauró          |  |  |  |  |  |  |  |  |  |  |  |  |  |  |  |
|  |                           |  |  |  |  |  |  |  |  |  |  |  |  |  |  |  |
|  |                           |  |  |  |  |  |  |  |  |  |  |  |  |  |  |  |
|  | Ermengarda d'Anjou        |  |  |  |  |  |  |  |  |  |  |  |  |  |  |  |
|  |                           |  |  |  |  |  |  |  |  |  |  |  |  |  |  |  |
|  |                           |  |  |  |  |  |  |  |  |  |  |  |  |  |  |  |
|  | Folc V d'Anjou            |  |  |  |  |  |  |  |  |  |  |  |  |  |  |  |
|  |                           |  |  |  |  |  |  |  |  |  |  |  |  |  |  |  |
|  |                           |  |  |  |  |  |  |  |  |  |  |  |  |  |  |  |
|  | Simó de Montfort          |  |  |  |  |  |  |  |  |  |  |  |  |  |  |  |
|  |                           |  |  |  |  |  |  |  |  |  |  |  |  |  |  |  |
|  |                           |  |  |  |  |  |  |  |  |  |  |  |  |  |  |  |
|  | Bertrada de Montfort      |  |  |  |  |  |  |  |  |  |  |  |  |  |  |  |
|  |                           |  |  |  |  |  |  |  |  |  |  |  |  |  |  |  |
|  |                           |  |  |  |  |  |  |  |  |  |  |  |  |  |  |  |
|  | Jofré V d'Anjou           |  |  |  |  |  |  |  |  |  |  |  |  |  |  |  |
|  |                           |  |  |  |  |  |  |  |  |  |  |  |  |  |  |  |
|  |                           |  |  |  |  |  |  |  |  |  |  |  |  |  |  |  |
|  | Elies I de Maine          |  |  |  |  |  |  |  |  |  |  |  |  |  |  |  |
|  |                           |  |  |  |  |  |  |  |  |  |  |  |  |  |  |  |
|  |                           |  |  |  |  |  |  |  |  |  |  |  |  |  |  |  |
|  | Ermengarda de Maine       |  |  |  |  |  |  |  |  |  |  |  |  |  |  |  |
|  |                           |  |  |  |  |  |  |  |  |  |  |  |  |  |  |  |
|  |                           |  |  |  |  |  |  |  |  |  |  |  |  |  |  |  |
|  | Enric d'Anglaterra        |  |  |  |  |  |  |  |  |  |  |  |  |  |  |  |
|  |                           |  |  |  |  |  |  |  |  |  |  |  |  |  |  |  |
|  |                           |  |  |  |  |  |  |  |  |  |  |  |  |  |  |  |
|  | Robert I de Normandia     |  |  |  |  |  |  |  |  |  |  |  |  |  |  |  |
|  |                           |  |  |  |  |  |  |  |  |  |  |  |  |  |  |  |
|  |                           |  |  |  |  |  |  |  |  |  |  |  |  |  |  |  |
|  | Guillem I d'Anglaterra    |  |  |  |  |  |  |  |  |  |  |  |  |  |  |  |
|  |                           |  |  |  |  |  |  |  |  |  |  |  |  |  |  |  |
|  |                           |  |  |  |  |  |  |  |  |  |  |  |  |  |  |  |
|  | Arlette de Falaise        |  |  |  |  |  |  |  |  |  |  |  |  |  |  |  |
|  |                           |  |  |  |  |  |  |  |  |  |  |  |  |  |  |  |
|  |                           |  |  |  |  |  |  |  |  |  |  |  |  |  |  |  |
|  | Enric I d'Anglaterra      |  |  |  |  |  |  |  |  |  |  |  |  |  |  |  |
|  |                           |  |  |  |  |  |  |  |  |  |  |  |  |  |  |  |
|  |                           |  |  |  |  |  |  |  |  |  |  |  |  |  |  |  |
|  | Balduí V de Flandes       |  |  |  |  |  |  |  |  |  |  |  |  |  |  |  |
|  |                           |  |  |  |  |  |  |  |  |  |  |  |  |  |  |  |
|  |                           |  |  |  |  |  |  |  |  |  |  |  |  |  |  |  |
|  | Matilde de Flandes        |  |  |  |  |  |  |  |  |  |  |  |  |  |  |  |
|  |                           |  |  |  |  |  |  |  |  |  |  |  |  |  |  |  |
|  |                           |  |  |  |  |  |  |  |  |  |  |  |  |  |  |  |
|  | Adela de França           |  |  |  |  |  |  |  |  |  |  |  |  |  |  |  |
|  |                           |  |  |  |  |  |  |  |  |  |  |  |  |  |  |  |
|  |                           |  |  |  |  |  |  |  |  |  |  |  |  |  |  |  |
|  | Matilde d'Anglaterra      |  |  |  |  |  |  |  |  |  |  |  |  |  |  |  |
|  |                           |  |  |  |  |  |  |  |  |  |  |  |  |  |  |  |
|  |                           |  |  |  |  |  |  |  |  |  |  |  |  |  |  |  |
|  | Duncan I d'Escòcia        |  |  |  |  |  |  |  |  |  |  |  |  |  |  |  |
|  |                           |  |  |  |  |  |  |  |  |  |  |  |  |  |  |  |
|  |                           |  |  |  |  |  |  |  |  |  |  |  |  |  |  |  |
|  | Malcolm III d'Escòcia     |  |  |  |  |  |  |  |  |  |  |  |  |  |  |  |
|  |                           |  |  |  |  |  |  |  |  |  |  |  |  |  |  |  |
|  |                           |  |  |  |  |  |  |  |  |  |  |  |  |  |  |  |
|  | Matilde d'Escòcia         |  |  |  |  |  |  |  |  |  |  |  |  |  |  |  |
|  |                           |  |  |  |  |  |  |  |  |  |  |  |  |  |  |  |
|  |                           |  |  |  |  |  |  |  |  |  |  |  |  |  |  |  |
|  | Eduard l'Exiliat          |  |  |  |  |  |  |  |  |  |  |  |  |  |  |  |
|  |                           |  |  |  |  |  |  |  |  |  |  |  |  |  |  |  |
|  |                           |  |  |  |  |  |  |  |  |  |  |  |  |  |  |  |
|  | Santa Margarida d'Escòcia |  |  |  |  |  |  |  |  |  |  |  |  |  |  |  |
|  |                           |  |  |  |  |  |  |  |  |  |  |  |  |  |  |  |
|  |                           |  |  |  |  |  |  |  |  |  |  |  |  |  |  |  |

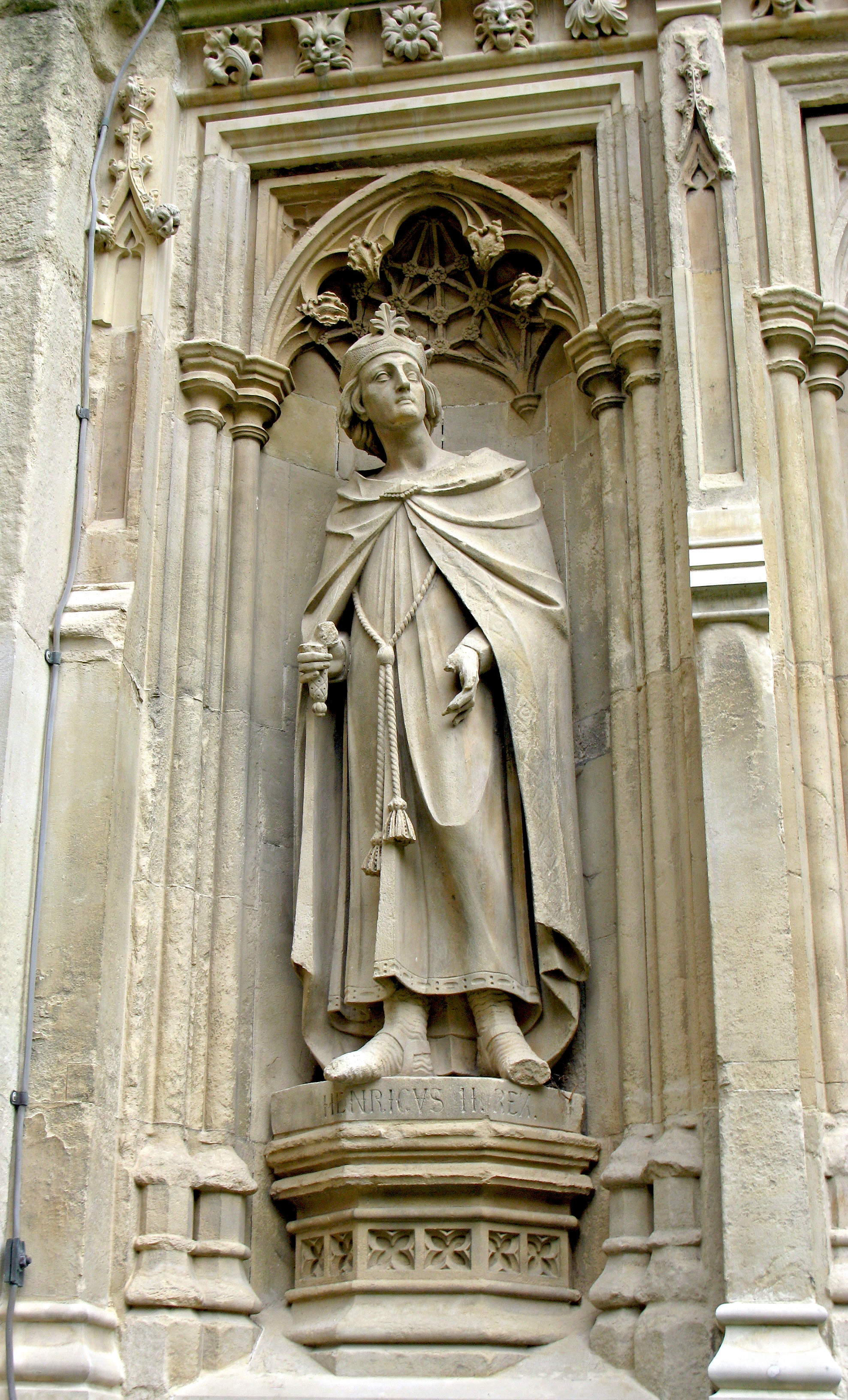
Escultura d'Enric II a la catedral de Canterbury

Enric es va casar amb Elionor d'Aquitània, divorciada de Lluís VII de França, amb la que tingué cinc fills i tres filles:
- Guillem (1153-1156), nomenat comte de Poitiers, morí infant.
- Enric (1155-1183), morí sense descendència.
- Matilde (1156-1189), casada amb Enric el Lleó.
- Ricard (1157-1199), succeí el seu pare com a rei d'Anglaterra, morí sense descendència.
- Jofré (1158-1186), nomenat duc de Bretanya, tingué un únic fill que morí sens descendència.
- Elionor (1162-1214), casada amb Alfons VIII de Castella.
- Joana (1165-1199), casada amb Guillem II de Sicília.
- Joan (1167-1216), succeí Ricard en el tron d'Anglaterra, i continuà la línia dels Plantagenet.